# Réseau
Pour les articles homonymes, voir Réseau (homonymie).
« Réseaux » redirige ici. Pour la revue, voir Réseaux. Communication – Technologie – Société.

Exemple de réseau reliant des individus

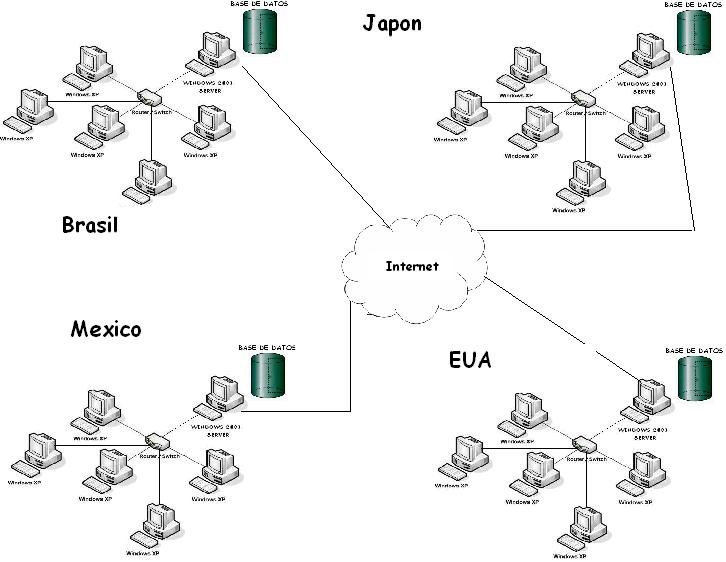
Exemple de réseau informatique

En premier ressort, le mot réseau désigne au sens concret « un ensemble de lignes entrelacées » et, au figuré « un ensemble de relations ». Par extension, il désigne un ensemble interconnecté, fait de composants et de leurs inter-relations, autorisant la circulation en mode continu ou discontinu de flux (eau, air, huile…) ou d'éléments finis (marchandises, informations, personnes…). Le réseau peut être « matériel » (comme le réseau électrique, le réseau routier, le réseau sanguin ou le réseau lymphatique), « immatériel » (comme le réseau social), « abstrait, symbolique ou normalisé » (comme le réseau de tâches de la méthode PERT).

## Étymologie et définition
L'étymologie du mot remonte au latin « retiolus » diminutif de retis qui signifie « filet ». Le terme proche de « reticulum » signifiant « petit filet » a donné le substantif « réticule » et les adjectifs « réticulé » et « réticulaire », caractérisant les objets structurés en forme de « filet », comme le sont notamment les réseaux.
Le mot « réseau » est apparu pour la première fois dans la langue française sous la forme resel, au XIIe siècle. Employé dans un premier temps, dans les domaines du textile, de la biologie, du génie militaire, des fortifications, de la topographie et de l'économie géographique, le terme réseau manifeste surtout sa vitalité à partir du XIXe siècle. On le retrouve, actuellement, notamment dans les domaines du transport, de la communication, des infrastructures, de l'industrie et des services.
Le réseau se définit comme une « trame ou une structure composée d'éléments ou de points, souvent qualifiés de nœuds ou de sommets, reliés entre eux par des liens ou liaisons, assurant leur interconnexion ou leur interaction et dont les variations obéissent à certaines règles de fonctionnement ».

## Domaines d'utilisation
Les domaines d'utilisation du concept de réseau sont extrêmement nombreux et diversifiés. On retrouve cette notion de réseau dans les sciences humaines et sociales (relations entre les personnes), en économie et en management (relations entre les organisations et les acteurs économiques), en informatique et dans les télécommunications (interconnexion d'équipements), en biologie, en mathématiques (avec en particulier la théorie des graphes), dans toutes les autres sciences dures (cristallographie (réseau de Bravais), informatique théorique, électricité, optique…), en géographie, dans les transports. La notion de réseau est également essentielle dans la gestion urbaine, notamment l'acheminement de l'eau potable et l'évacuation des eaux usées. 

## Science des réseaux

### Théorie des réseaux
Alors que la théorie des graphes englobe les résultats fondamentaux sur les graphes (graphe orienté et graphe non orienté), la théorie des réseaux, dont l'étude est la diktyologie, s'intéresse aux graphes présents dans le monde réel.

### Rétistique
La « rétistique » est un néologisme créé par Gabriel Dupuy en 1991 pour développer une vision réticulaire de l'espace et son aménagement. Cette « pensée-réseau » met en avant l'idée du réseau « comme concept et non comme objet » rendant compte d'une nouvelle organisation de l'espace loin d'être surfacique et statique, mais plutôt interconnectée et interdépendante.
Fondamentalement l'étude des réseaux et de ses concepts sont décrits par une science : la rétistique. L'ensemble des notions caractérisant le concept de réseaux, peut être décliné selon différentes représentations :
- représentation dans l'espace-temps d'une réalité logique : le réseau est une forme ou structure particulièrement pertinente pour décrire à la fois la structure et le fonctionnement d'un ensemble où règne une division ou une répartition des tâches et des rôles . Ainsi l'organisation du vivant ou celle des organismes où les composants-organes ou acteurs coopèrent au service d'une finalité ;
- représentation du caractère systémique : l'emploi d'une description sous forme logique facilite la compréhension des interactions réciproques unissant les composants concernés. La causalité, la hiérarchie et la fréquence des relations constatées dans et par le réseau donnent la mesure de sa cohérence et de sa consistance ;
- émergence et compréhension de fonctions spécifiques au réseau : le fait d'être en réseau peut induire une fonction que ses sous-parties ne possèdent pas. On qualifie d'émergence le processus d'apparition de cette fonction . Ainsi la conscience - par exemple - serait l'émergence du réseau neuronal.

## Vulnérabilités spécifiques
Selon sa nature, sa robustesse et sa résilience un réseau est plus ou moins vulnérable aux défaillances de certaines de ses parties. Certains réseaux comme l'Internet ont été construits pour contourner ce risque, mais se trouvent néanmoins confrontés à une vulnérabilité informatique.
Selon le degré de dépendance de la population et de l'économie aux grands réseaux centralisés, une « vulnérabilité aval » se crée, devenue particulièrement forte dans le cas des réseaux de distribution de l'énergie, de communication et de transport, qui accroissent en parallèle et synergiement leur vulnérabilité aux risques de coupure ou défaillance de ces mêmes réseaux.
Les autorités et gestionnaires de risques s'intéressent donc particulièrement aux vulnérabilités des réseaux de transport de gaz, d'électricité, de biens, de personnes, d'information, et depuis peu aux réseaux écologiques (et aux services écosystémiques qui en dépendent), qui forment un ensemble complexe d'infrastructures vitales pour le tissu socio-économique et les sociétés humaines. Le degré de vulnérabilité de ces réseaux, face aux catastrophes naturelles ou technologiques notamment ou à d'autres risques (pandémie, malveillance, etc.) peut être atténué par la prospective et une culture de gestion du risque et de crise.
Avec le dérèglement climatique, les risques d'inondations, tempêtes, canicules, submersion marine, etc. pourraient évoluer.
En France, l'État, ses services déconcentrés, avec l'Institut pour la Maîtrise des Risques (IMdR) et l’Association Française de Prévention des Catastrophes Naturelles (AFPCN) ont confié à un groupe de travail commun la responsabilité de proposer des actions préventives à mettre en œuvre pour réduire cette vulnérabilité et augmenter la résilience des grands réseaux nationaux .
Un travail conduit de 2009 et 2012 a abouti à une méthode d'études de risques naturels qui « ne met pas au centre de l’étude les lacunes techniques et les moyens matériels pour y [sic] pallier mais s’intéresse au comportement des différents acteurs impliqués (gestionnaires des réseaux, usagers, pouvoirs publics,…) ». Après avoir étudié la différence des réponses et moyens réels développés face au risque, en les comparant aux moyens et réponses attendus, pour chaque groupe d’acteurs à enjeux, et listés  « les défaillances dans le comportement des acteurs et dans la mise en œuvre des moyens mis à leur disposition. La méthode propose alors la mise en œuvre d’actions préventives ». Ces dernières sont des propositions d’aménagement des réseaux et d'implication des acteurs concernés (« dans leur comportement individuels et relationnels »). Il s'agit de mieux anticiper pour être prêt quand il devient nécessaire de protéger les personnes et les biens, de gérer la crise et d'en sortir dans les meilleures conditions. Les retours d'expérience servent à affiner les recommandations faites aux acteurs concernés.
Ainsi, les opérateurs de réseaux sont invités à coordination la transmission des informations en privilégiant les circuits courts ; l'État et les collectivités sont invités à faire une « analyse critique de l’arsenal réglementaire et procédural » et les services départementaux d’incendie et de secours à diversifier leurs réseaux d’information et à hiérarchiser leurs missions. Les agents économiques sont invités à réduire le « déni face aux risques » et à mieux s'assurer contre le risque. Les établissements sensibles devraient privilégier les « dispositifs de protection mobiles, amovibles et simples à mettre en œuvre ».
Les réseaux sociaux qui ont pris une importance nouvelle avec l'informatique et l'internet sont invités à restaurer une culture du risque et à encourager à « rendre les logements et l’accès (raccordement) aux réseaux moins vulnérables ». Les acteurs fédérateurs tels qu'autorités de régulation, fédérations professionnelles, bureaux d’études et acteurs de la recherche sont invités à se mobiliser, en développant la culture de gestion de crise, avec des exercices, des simulations des PCS[Quoi ?] et PCA[Quoi ?] de qualité s'appuyant sur des scénarios crédibles. Pour diminuer la vulnérabilité économique individuelle et collective, il faudrait aussi internaliser dans les études économiques « tous les coûts liés à l’interruption des réseaux (économiques, impacts santé et sociaux, impacts environnementaux) ». Faciliter la communication entre acteurs permettrait de « renforcer l’influence de collectivités locales qui souvent ne contrôlent pas les réseaux alors qu’elles sont autorités concédantes ».
Face à une même catastrophe, et selon les zones géographiques touchées, le temps et les coûts nécessaire à la résilience varient pour chaque réseau. Par exemple, six jours et demi ont suffi à ramener l’électricité à Kobé après le séisme du 17 janvier 1995, alors qu'il a fallu beaucoup plus de temps pour restaurer les ponts, ports aéroports et routes. La centrale nucléaire de Fukushima Daiichi, touchée par le « Genpatsu-shinsai » (dénomination en japonais d'un accident majeur, autrefois jugé hautement improbable conjuguant un accident nucléaire majeur, un tsunami et un tremblement de terre) de 2011 ne sera sans doute jamais réparée.
Egalement, les réseaux techniques occupent une place centrale dans la gestion des villes. Le niveau de dépendance des milieux urbains aux réseaux est tel que le moindre incident peut paralyser un quartier voire une ville dans on entiereté pendant des heures. Par exemple, les lignes de metro de la RATP, notamment les lignes les plus fréquentées, lorsqu'elles sont affectées par un incident, rendent les déplacements et la mobilité beaucoup plus complexe. Ceci permet d'aborder une des problématiques des réseaux : la dépendance de nos sociétés à ces derniers et leur impact dans nos quotidiens lorsque ces derniers ne fonctionnent plus.

### Articles connexes

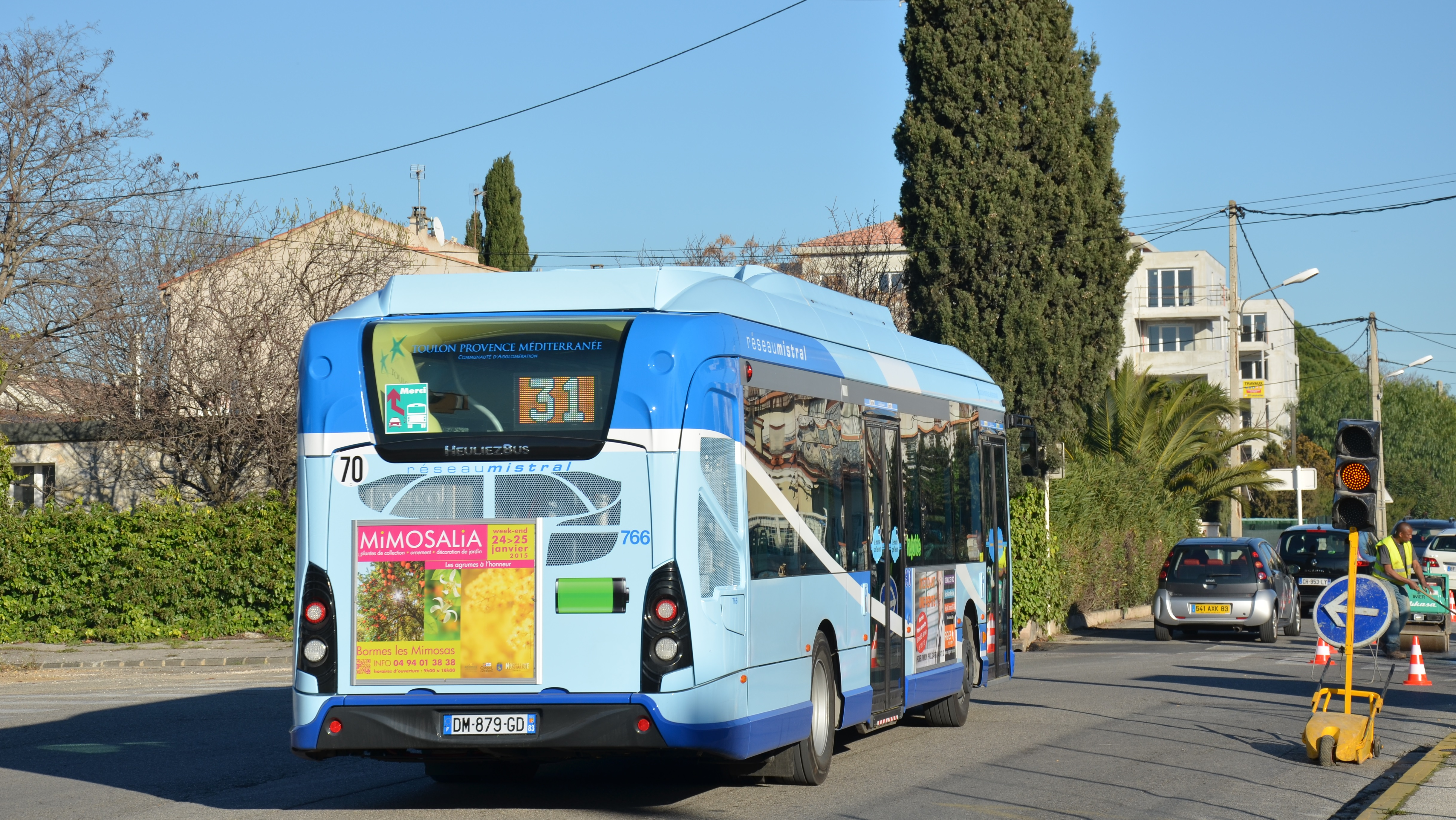
Heuliez GX 337 Hybride n°766 sur la ligne 31 du Réseau Mistral de Toulon, à l'arrêt Coupiane.